# Степска пика
Степска пика (Ochotona pusilla) је врста сисара из реда двозубаца и породице пика (Ochotonidae). 

## Распрострањење
Врста је присутна у Казахстану и Русији.

## Станиште
Степска пика има станиште на копну.

## Угроженост
Ова врста није угрожена, и наведена је као последња брига јер има широко распрострањење.

### Популациони тренд
Популација ове врсте се смањује, судећи по расположивим подацима.